# Konstantin Bagration-Mukhrani
Principe Konstantin Bagration-Mukhrani (Tbilisi, 14 marzo 1889 – Jarosław, 1º luglio 1915) è stato un principe georgiano.

## Biografia
Konstantin era il figlio di Aleksandr Bagration-Mukhrani, un discendente della famiglia reale georgiana, e di sua moglie, Nino Tarkhan-Mouravi, una nobile georgiana.

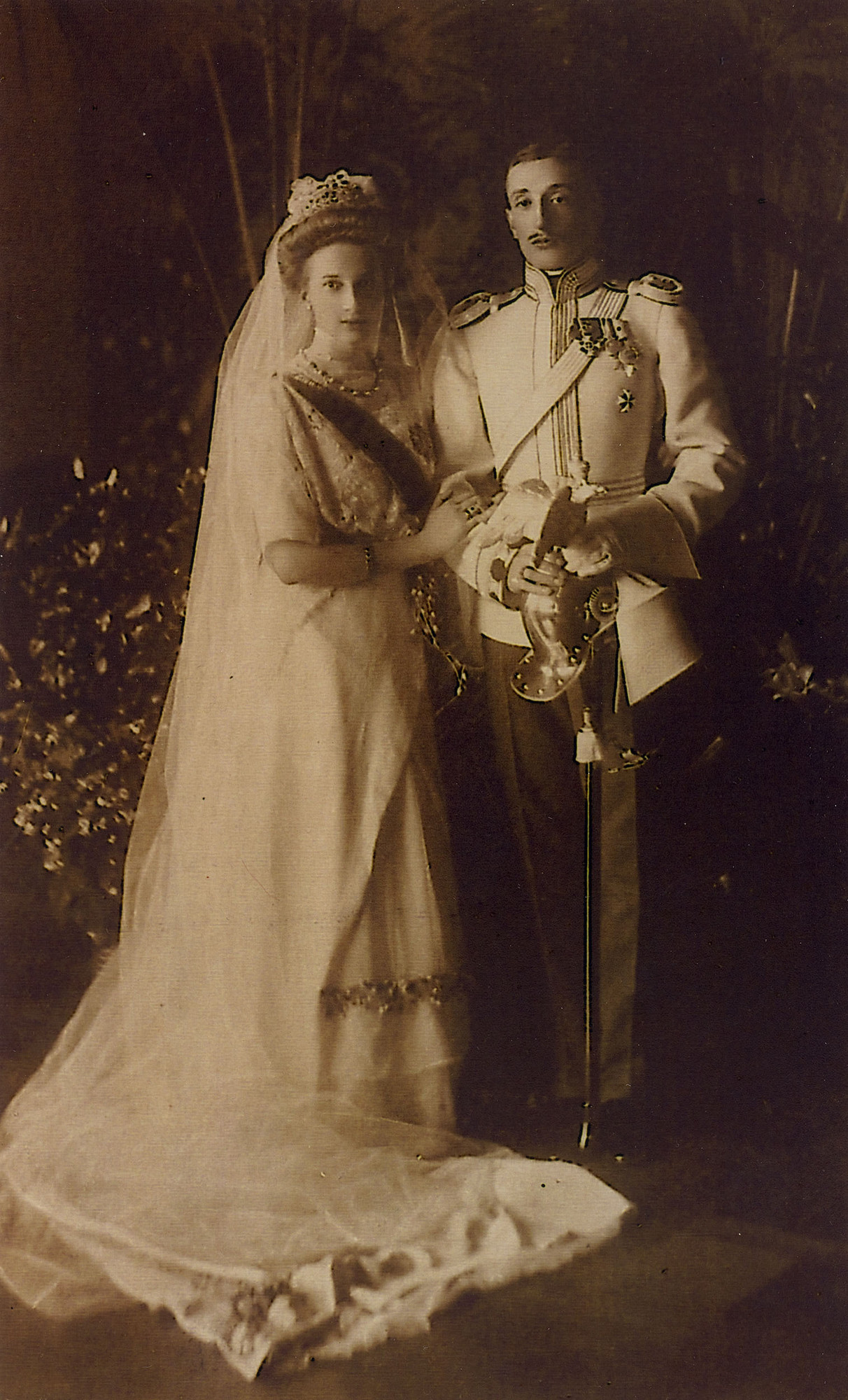
Konstantin e Tat'jana nel giorno delle loro nozze, 1911

## Matrimonio
Nell'inverno del 1910, Konstantin fece la conoscenza della sua futura moglie Tat'jana Konstantinovna Romanova. Secondo il granduca Gavriil Konstantinovič, i genitori di Tat'jana erano contro il suo matrimonio con il principe georgiano, dal momento che la casa reale georgiana di cui faceva parte, non era una casa regnante e quindi non era ritenuto pari della famiglia imperiale russa.
Per evitare il matrimonio, il padre di Tat'jana, il granduca Konstantin Konstantinovič, chiese che Konstantin lasciasse San Pietroburgo, spingendo il nobile georgiano a tornare nella sua città natale di Tbilisi, e rimanere in attesa di un dispiegamento militare a Teheran. Come risultato della sua partenza, Konstantin e Tat'jana rimasero separati per un anno intero. Il loro amore, però, ha resistito il tempo e la distanza. A causa della testardaggine di Tat'jana, furono convocati tre consigli di famiglia in materia di matrimonio, con la partecipazione dell'imperatore Nicola II di Russia. Il risultato finale di questi consigli di famiglia fu che l'imperatore emise un ordine, che permise alla coppia di sposarsi. Konstantin e Tat'jana si sposarono il 6 settembre 1911 presso il Palazzo Pavlovsk, alla presenza di tutta la famiglia imperiale.
Ebbero due figli:
- Teymuraz Bagration-Mukhrani (12 agosto 1912–10 aprile 1992);
- Natalia Bagration-Mukhrani (6 aprile 1914-26 agosto 1984)

## Morte
Diversi anni dopo il suo matrimonio, Konstantin prese parte alla prima guerra mondiale nel reggimento della Guardia.
Konstantin morì il 1 luglio 1915 in combattimento. I suoi resti sono stati portati a Mtskheta, l'antica capitale della Georgia, e sepolto nella Cattedrale di Svetitskhoveli. Lungo la strada, i resti di Konstantin sono stati salutati da una linea di truppe imperiali russi, soldati di tutti gli istituti scolastici locali e il corpo dei cadetti.